# Bismarckschule (Memmingen)
Die Bismarckschule Memmingen ist eine staatliche Mittelschule mit den Jahrgangsstufen fünf bis neun.

## Geschichte
Die Bismarckschule in Memmingen war in dem ehemaligen Elsbethenkloster untergebracht. Da die Schülerzahlen stetig anstiegen, wurde 1887 über einen Neubau vor der Stadtmauer nachgedacht. 
1902 wurde das heutige Schulgebäude vom Stadtbaumeister Peter Lang als Volkshauptschule errichtet. Anfangs war vorgesehen, die städtische Realschule mit der Oberrealschule im selben Gebäude unterzubringen, dies wurde jedoch verworfen und ein eigenes Gebäude für die Oberrealschule errichtet. Weil die Schülerzahlen im Jahre 1925 wiederum stark anstiegen, wurde 1928 der Westflügel an das bestehende Schulhaus angebaut, der ab 1929 benutzt wurde. In der damaligen Volkshauptschule befanden sich nun die Berufsschule, die evangelische Knabenschule, die katholische Knabenschule und die Hilfsschule. 
Während des Zweiten Weltkrieges konnte der Unterricht aufrechterhalten werden. Zeitweise wurde zusätzlich ein Lazarett für die Kriegsverwundeten in den Räumen untergebracht. Als im April 1945 die Streitkräfte der Vereinigten Staaten die Stadt besetzten, wurden sämtliche Lehrer entlassen, der Schulbetrieb wurde eingestellt. Erst ab 1. Oktober 1945 fand wieder Unterricht statt. Für 1045 Schüler standen zwölf Lehrkräfte zur Verfügung. Die Berufsschule zog 1950 in neue Gebäude um. 1955 wurde die Schule mit einer Turnhalle erweitert. Im Schuljahr 1997/98 erfolgte die Umwandlung in eine Vollhauptschule. 2002 konnte die Bismarckschule ihr hundertjähriges Bestehen feiern.
Im Juni 2009 begann an der Schule als erster Hauptschule in Bayern der sogenannte Internet-Unterricht.

## Ganztagesschule
Im Schuljahr 2007/2008 begann mit einer 8. Klasse der Aufbau zur gebundenen Ganztagsschule mit der ersten Ganztagsklasse. Außerdem begann mit einer Ganztagsklasse des 5. Jahrgangs der systematische Aufbau des kompletten Ganztageszugs.

## Heutige Besonderheiten
Es gibt eine Nachmittagsbetreuung an der Schule. Bei der kostenlosen Hausaufgabenbetreuung, an der jeder Schüler teilnehmen kann, sind Lehrer, ehrenamtlich tätige Personen und Ein-Euro-Kräfte der Memminger Agentur für Arbeit engagiert. Aktuell (2008) haben etwa 60 % der Schüler einen Migrationshintergrund. Über Sprachlerngruppen wird versucht, die deutsche Sprache bei Schülern mit Sprachproblemen zu fördern.